# 윤호병 (금융인)
윤호병(尹皡炳, 1891년 3월 15일~1975년 6월 26일)은 여러 은행장과 재무부 장관을 지낸 인물이다. 4.19 혁명 이후 장관이 되었는데 은행장과 장관직을 겸직 수행함으로 비판받았다.